# リンガ島 (インドネシア)
リンガ島（リンガとう、インドネシア語: Pulau Lingga、英語: Lingga Island）は、インドネシア リアウ諸島州 リンガ諸島の中で、面積・人口とも最大の島。面積は889平方キロメートルで、島の北部を赤道が走る。
Daik町には郡庁がおかれ、港がある。Daik港から、シンガポールへはタンジュン・ピナンを経由してから1日で行く事が出来、シンケップ島へのボートも出ている。

## 名前の由来
リンガ(Lingga)はサンスクリットで男性器を意味する。リンガ島 Daik山の山容が3つの峰から構成され、男性器を連想させることによる。不死性の象徴としてマレー語の詩に読まれている。
座標: 南緯0度10分 東経104度39分 / 南緯0.167度 東経104.650度